# Теодвин (епископ Санта Руфина)
Теодвин (Theodwin, также известен как Theodewin, Theodwine, Dietwin, Theodin, Theodevinus, Theodinus и Theodevin) — католический церковный деятель XII века. Теодвин был аббатом в аббатстве Горз с 1126 до 1133 года. Провозглашен кардиналом-епископом Порто на консистории проходившей в декабре 1134 или начале 1135 года. Участвовал в выборах папы в 1143 (Целестин II), 1144 (Луций II) и 1145 годах (Евгений III). В 1147 году был папским легатом в Сирии.
Теодвин был единственным немецким крдиналом своего времени. По этой причине он был особенно влиятелен в Римской курии и был близким другом Конрада III, чьё избрание он поддержал в 1138 году. Он был часто папским легатом или действовал как таковой в Германии. Перед вторым крестовым походом Церковь послала его в Германию в 1145 году в попытке решить некоторые внутренние политические напряжённыеотношения там с надеждой, что Германия примет участие в крестовом походе. Позже, во время Крестового похода, он служил папским представителем и путешествовал с Конрадом.